# Croix du Châtillonnais

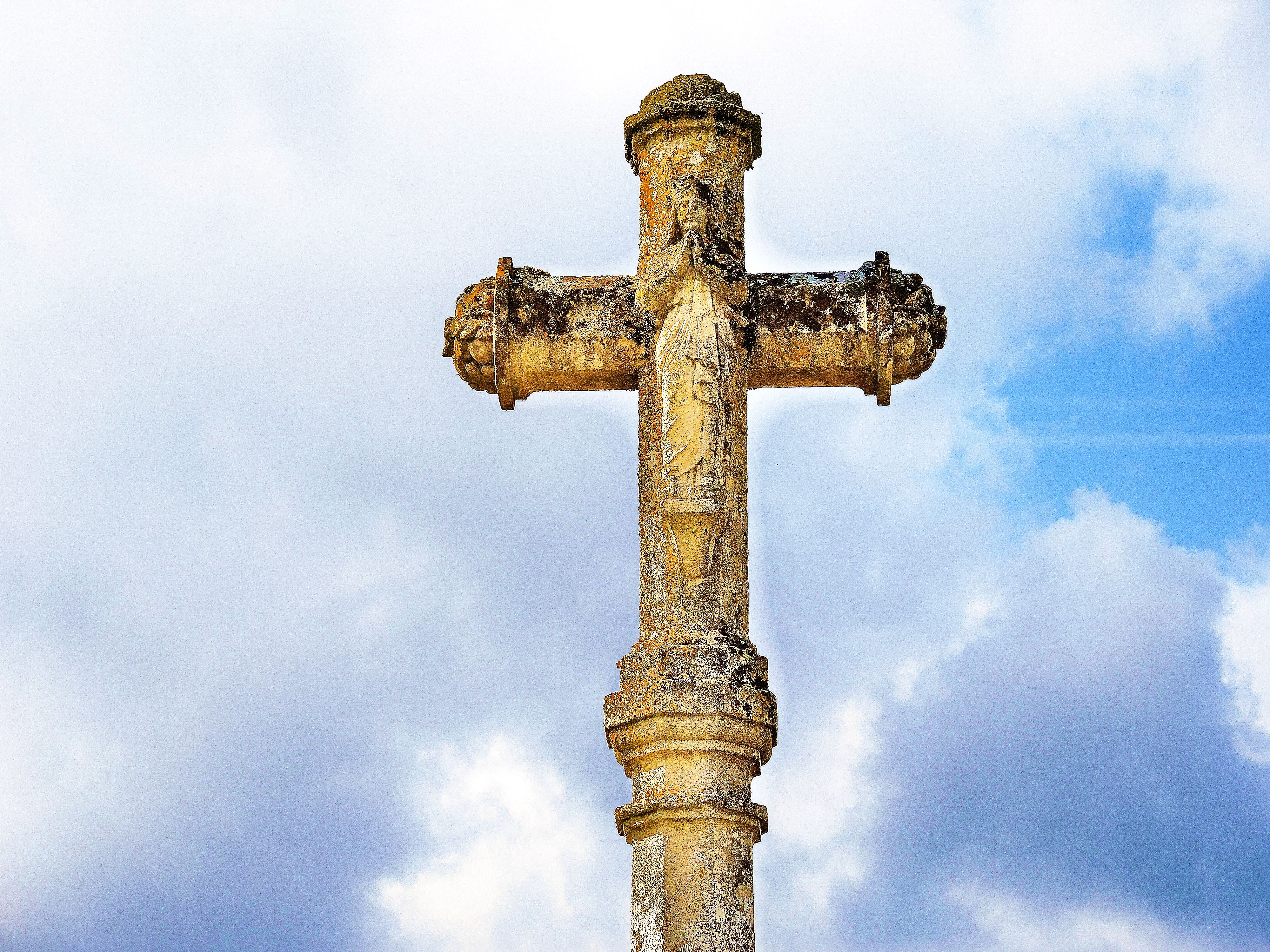
Détail de la croix de Vanvey.

Terre d'abbayes et de châteaux, le Châtillonnais est parsemé de nombreuses croix de pierre dont certaines retiennent l'attention. On différencie les croix de cimetières, les croix monumentales que l'on trouve sur les parvis d'églises ou les enclos paroissiaux et les calvaires qui jalonnent les chemins des champs, souvent vestiges de pèlerinages locaux.

## Croix de cimetières
- Bellenod-sur-Seine (XVIe siècle)  Classé MH (1924) [2],
- Billy-lès-Chanceaux(XVIIIe siècle)  Inscrit MH (1990) [3],
- Gomméville (XVIIIe siècle)  Inscrit MH (1991)[4],
- Verdonnet (XVIe siècle)  Inscrit MH (1990) [5].
- Certaines dont associées à une table des morts comme à Saint-Germain-le-Rocheux (XIVe siècle)  Inscrit MH (1944) [6]

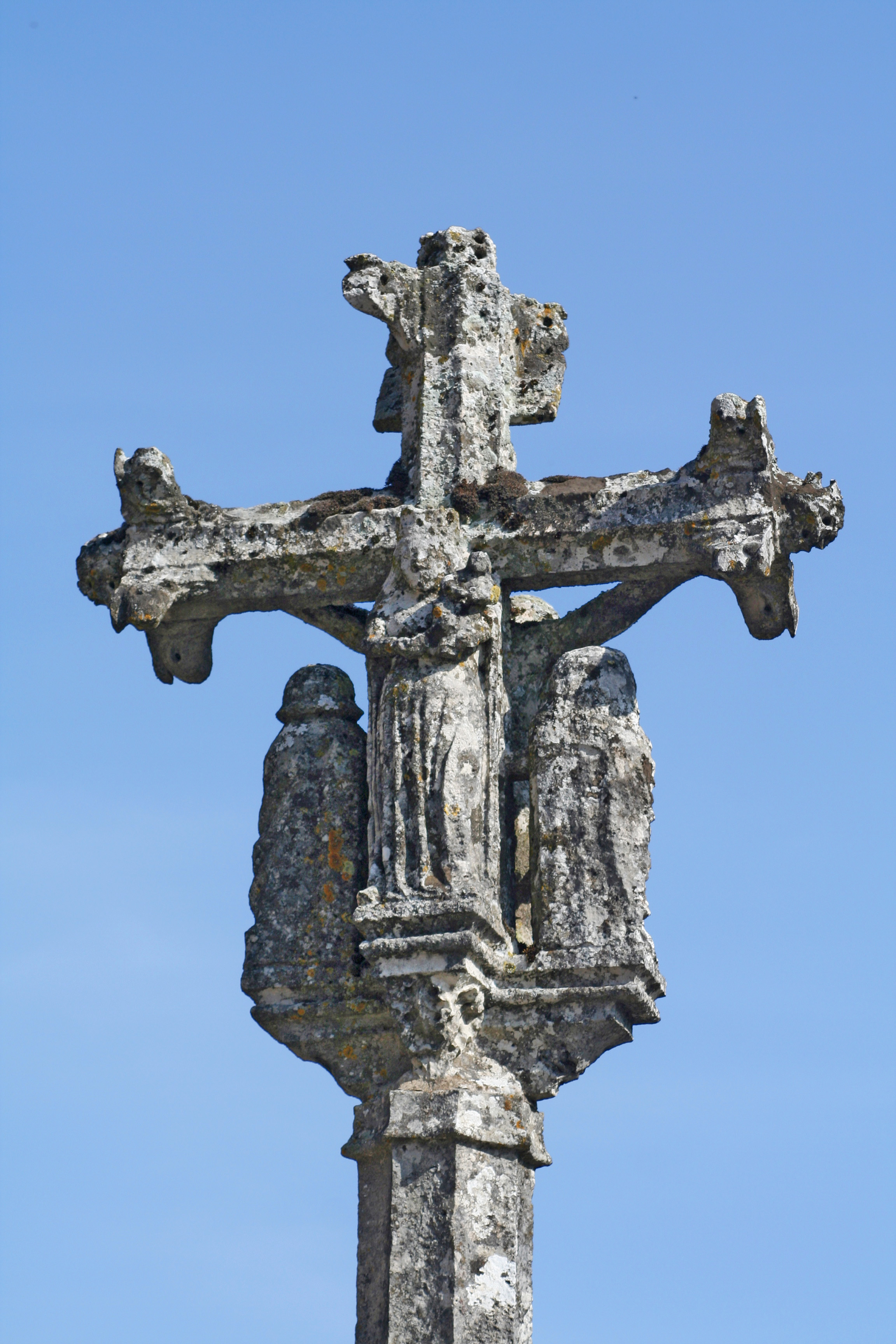
Croix de Bellenod.
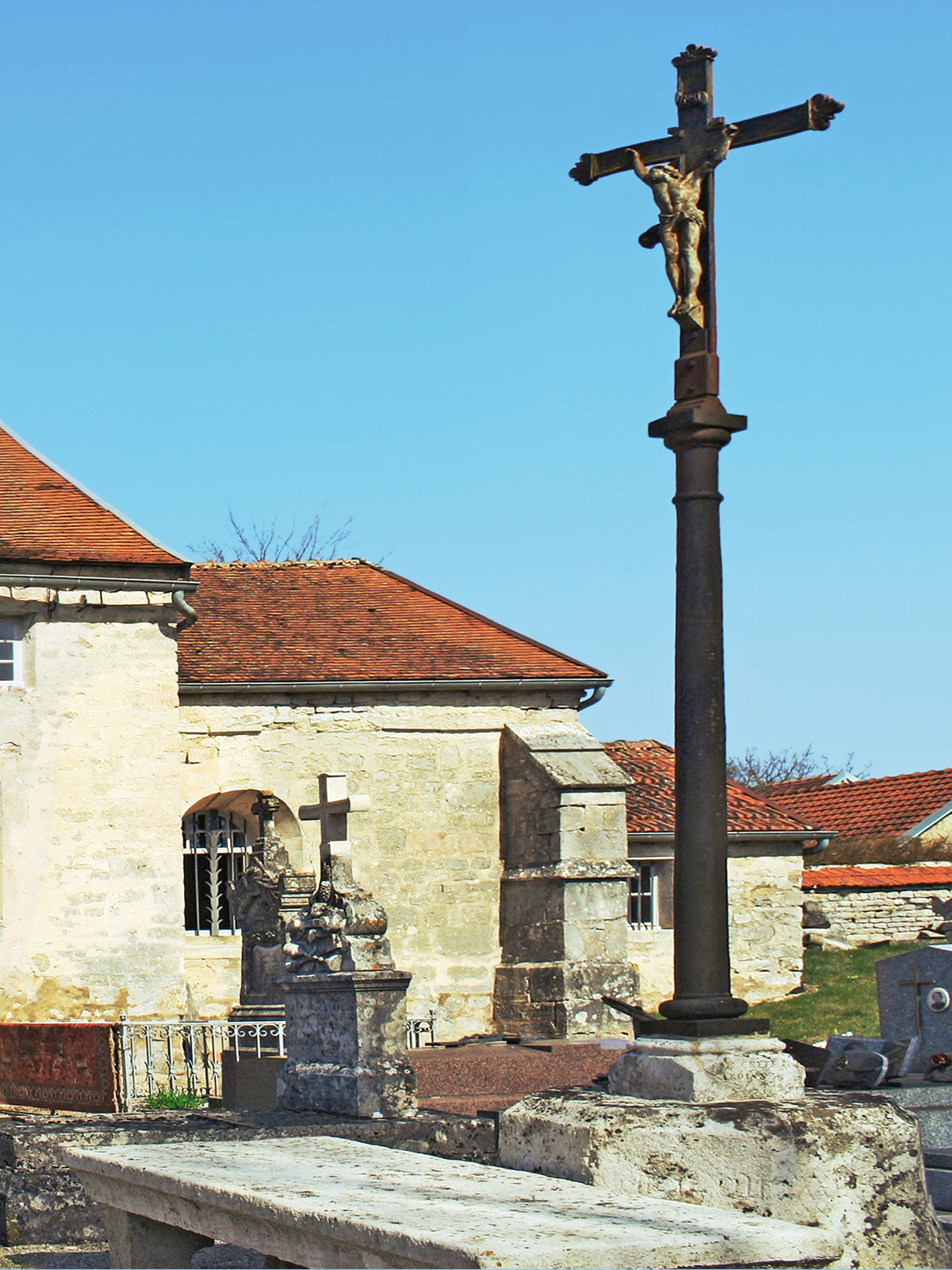
Croix et table de Saint-Germain-le-Rocheux.

## Croix monumentales
- Charrey-sur-Seine (XIVe siècle)  Inscrit MH (1925) [7],
- Baigneux-les-Juifs (XVe siècle)  Classé MH (1927) [8],
- Poiseul-la-Ville-et-Laperrière (XVIe siècle)  Inscrit MH (1941) [9].

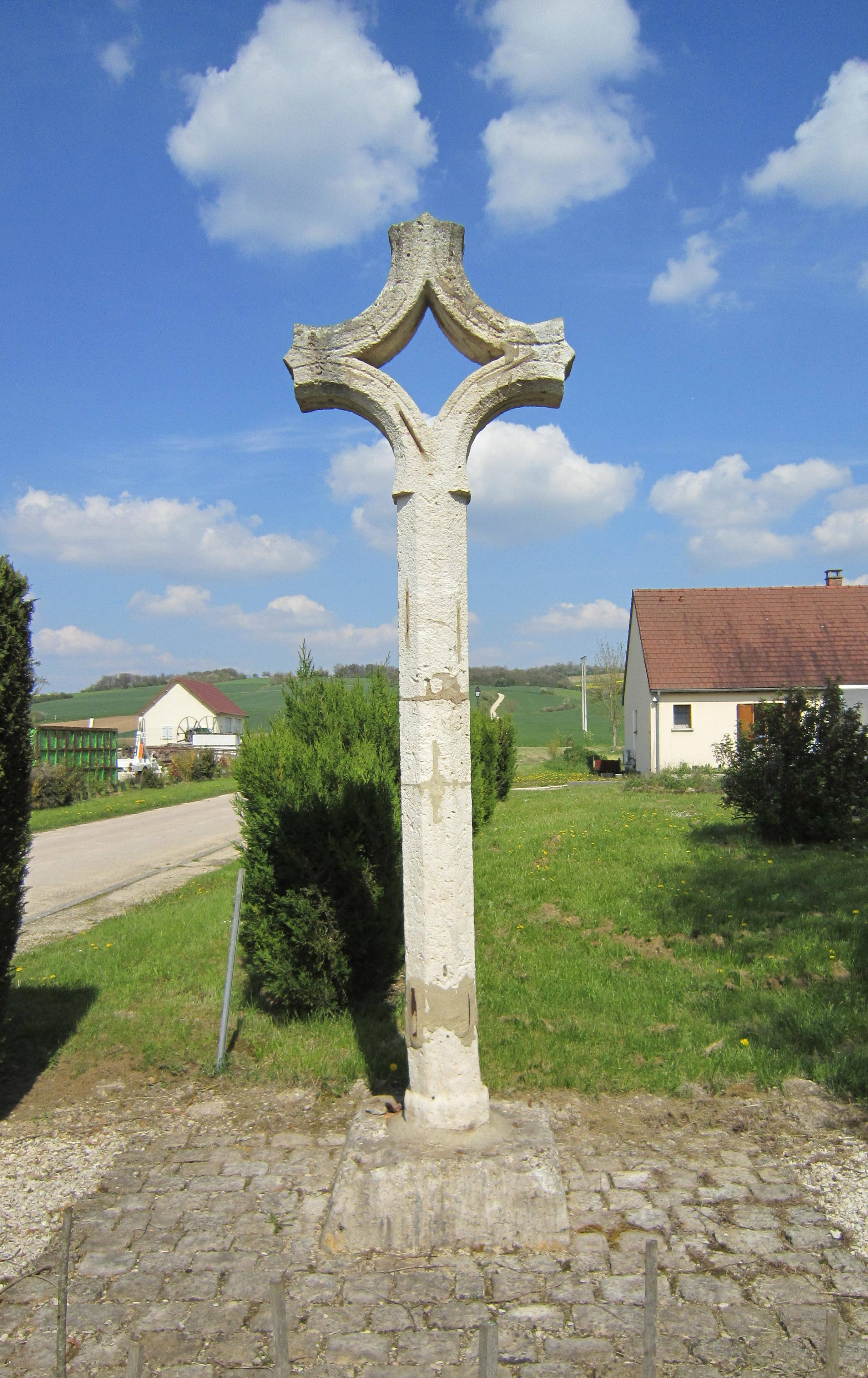
La croix percée de Charrey.
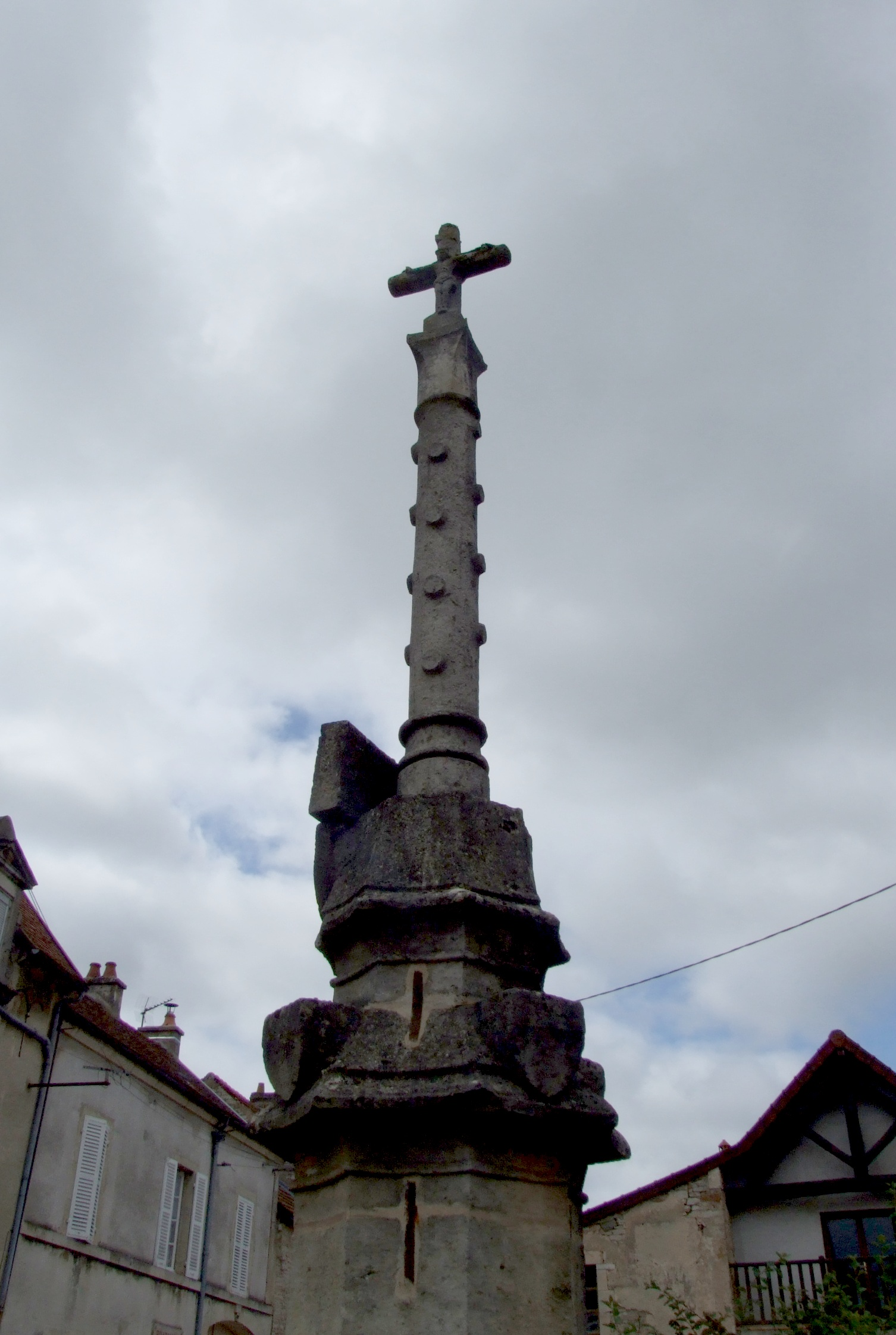
Croix de Baigneux-les-Juifs.
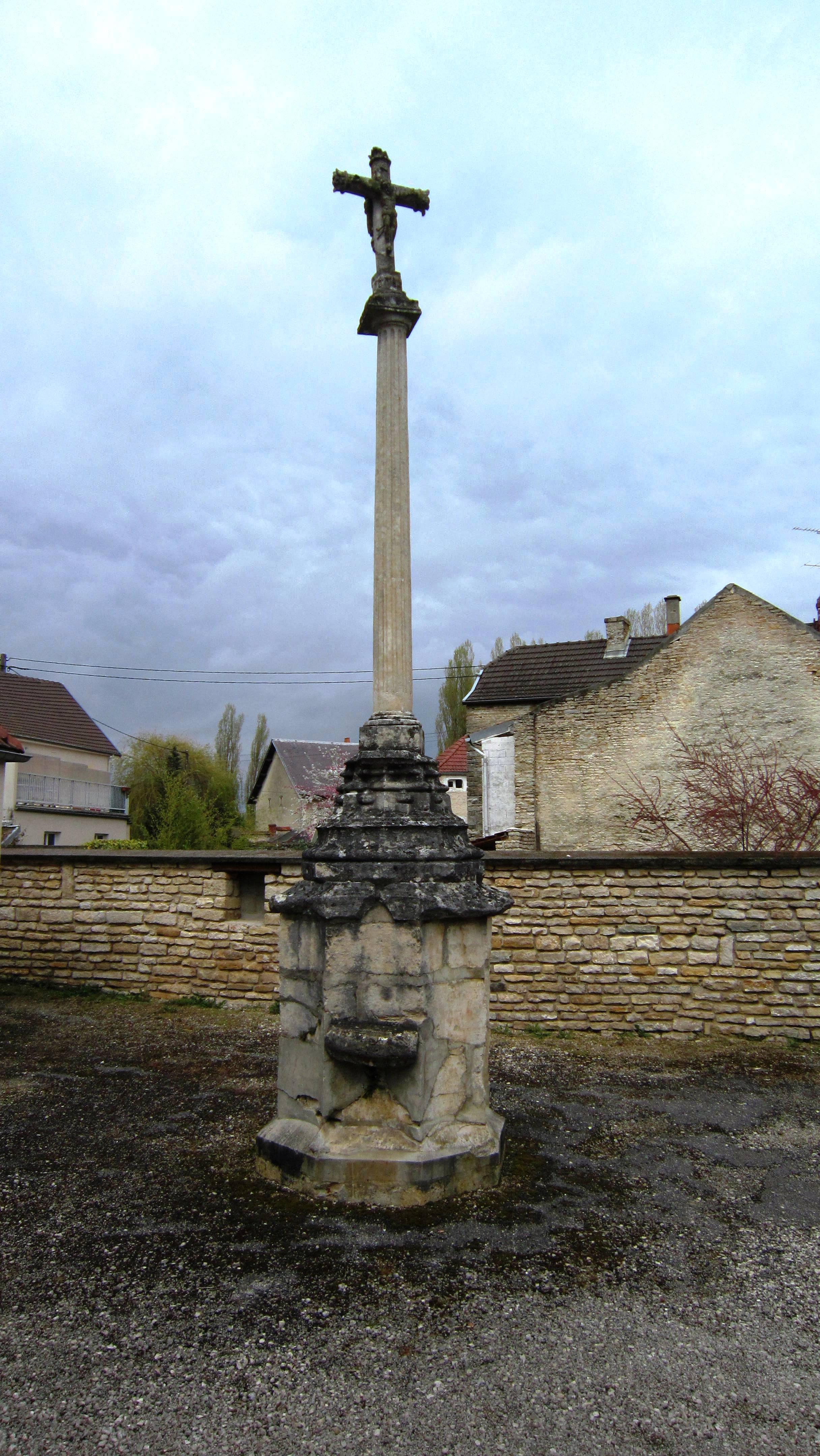
Croix de Montigny-sur-Aube.

## Calvaires de chemins
- Semond (XIVe siècle)  Inscrit MH (1925) [10],
- Terrefondrée (XVIe siècle) : croix de Châtellenot  Classé MH (1924) [11].

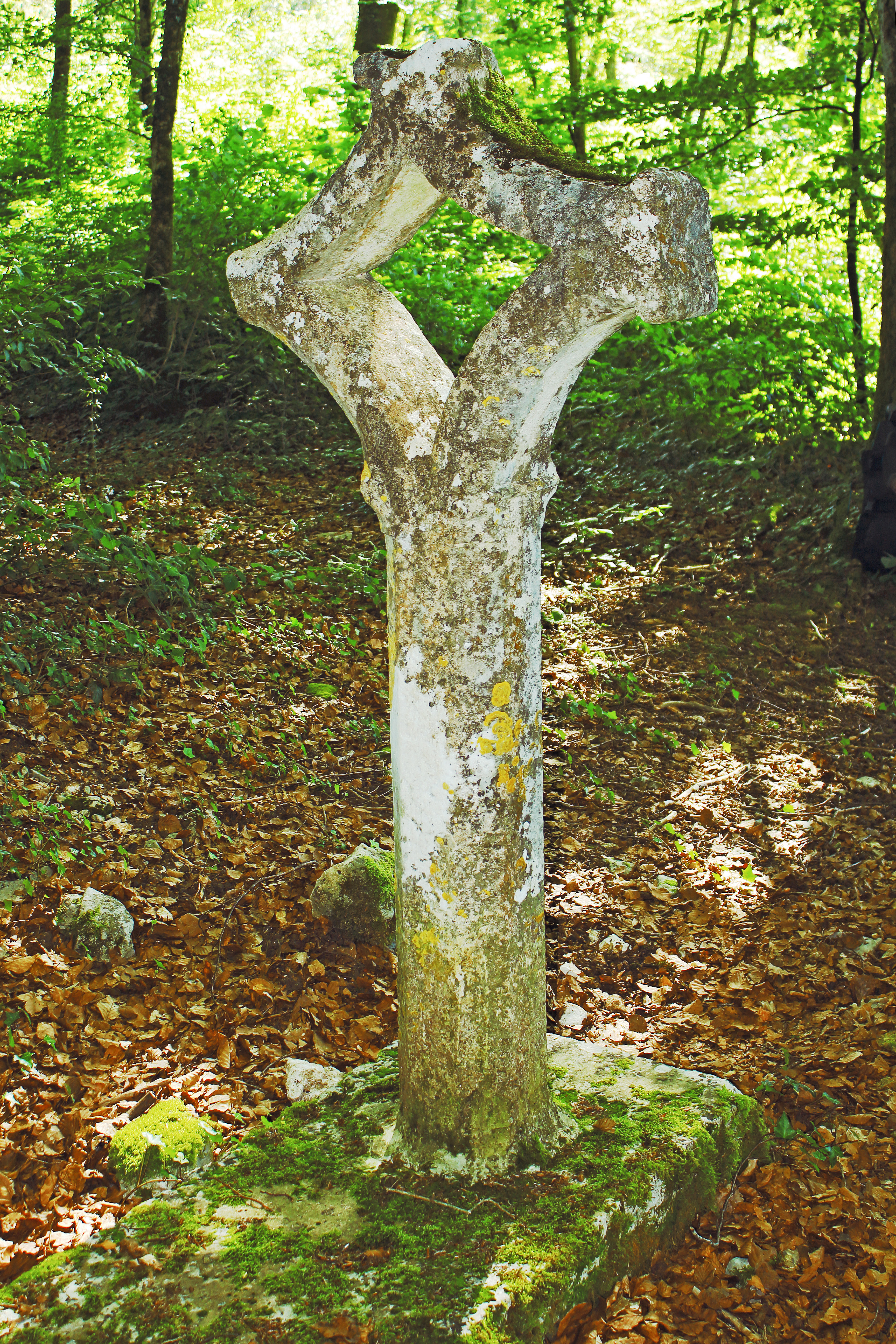
Croix percée de Semond dans le bois de la Plaine.
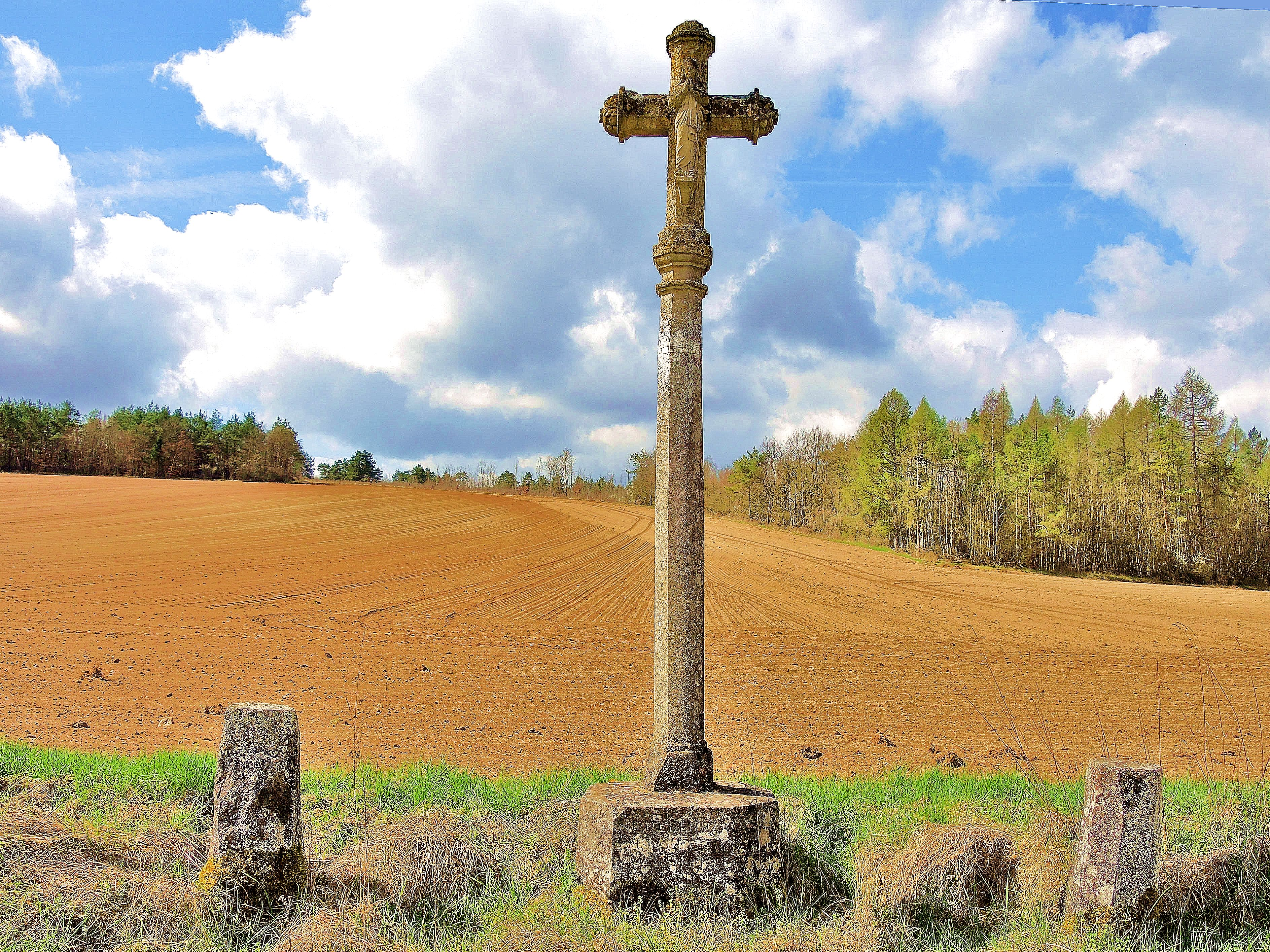
Croix du moulin du haut à Vanvey.
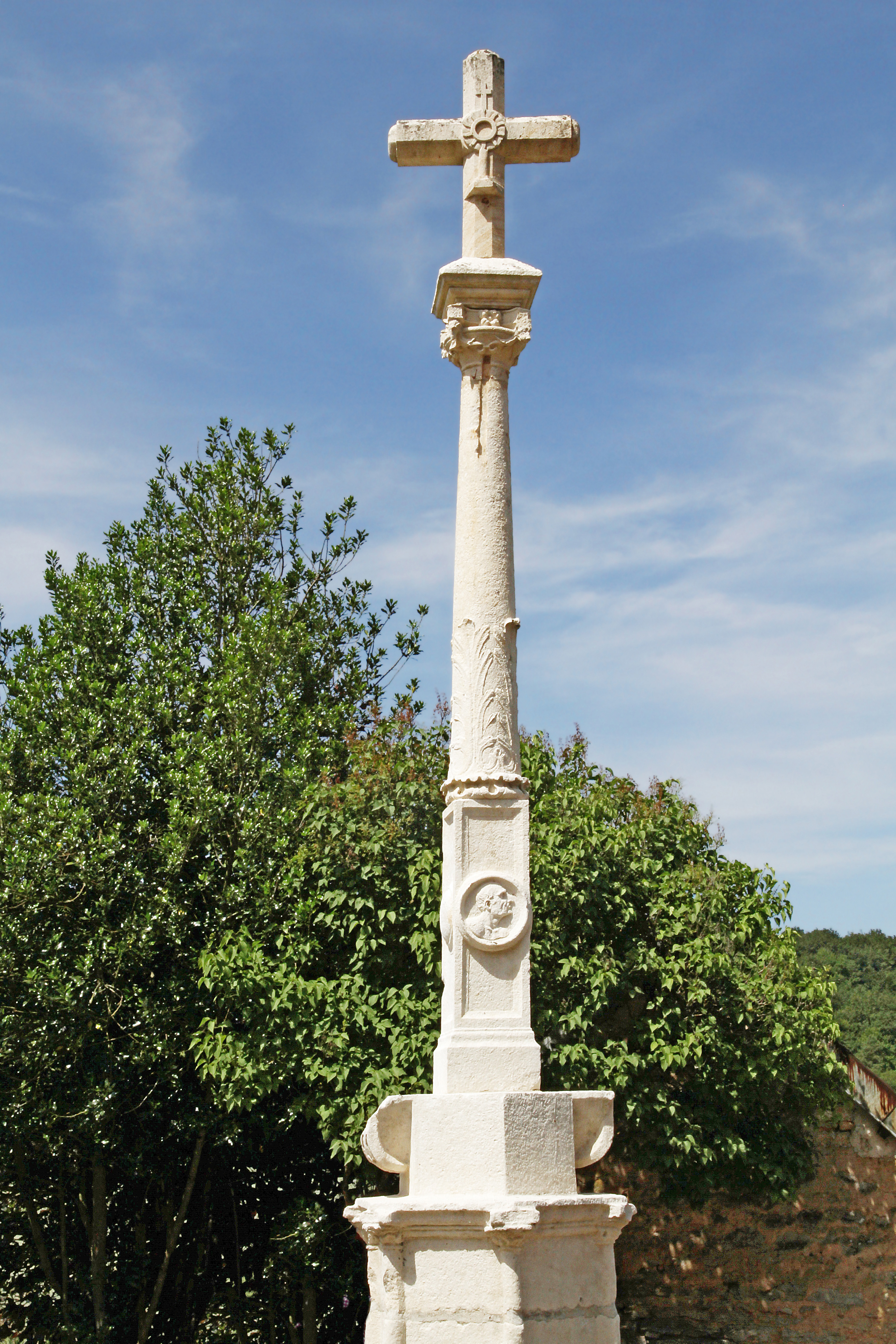
Croix de Châtellenot.
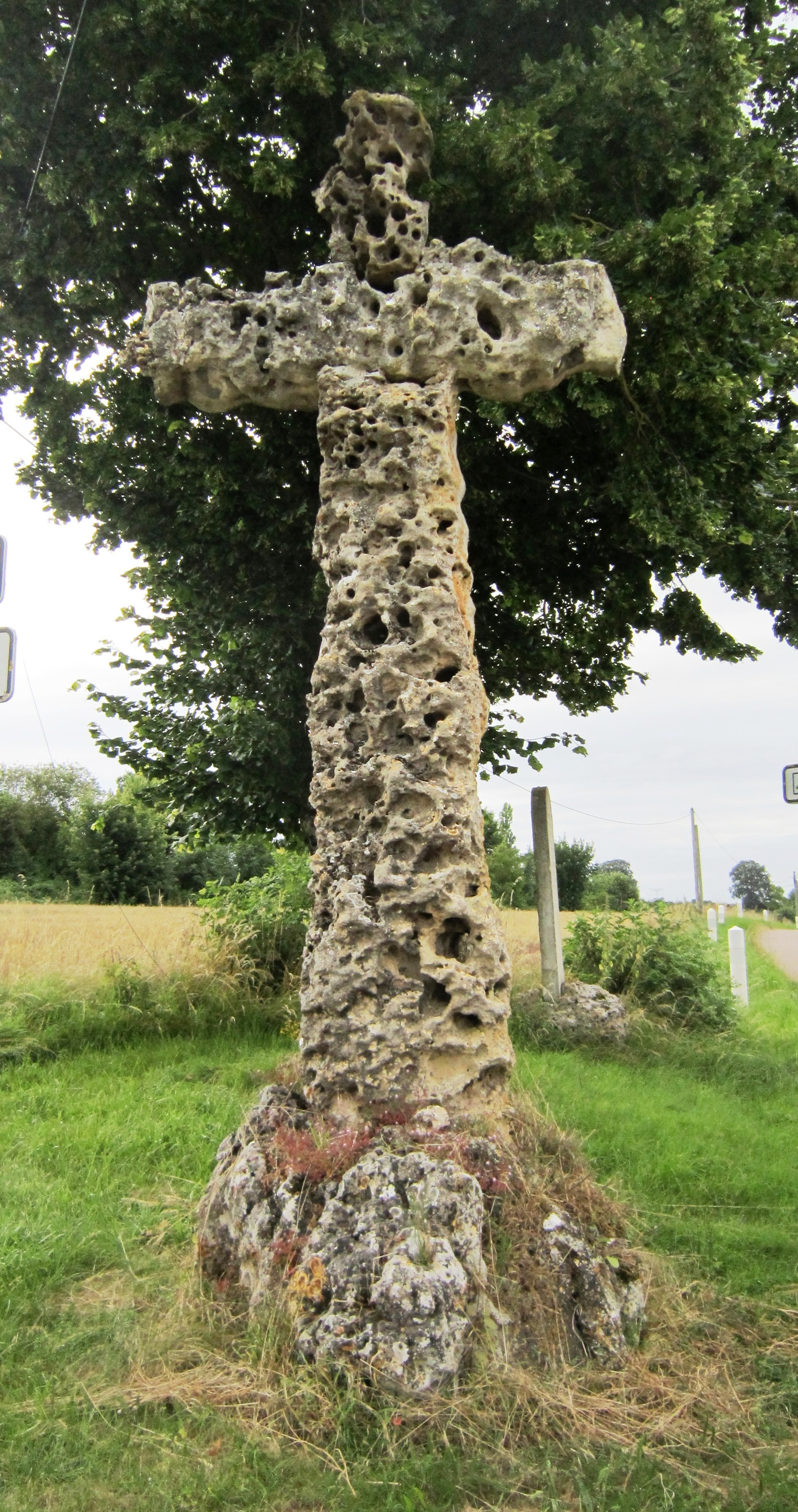
Croix de Villaines-en-Duesmois.